# Reichelsdorf
Reichelsdorf is een plaats in de Duitse gemeente Neurenberg, deelstaat Beieren, en telt 7707 inwoners (2005).